# Düsseldorfer Bau- und Spargenossenschaft

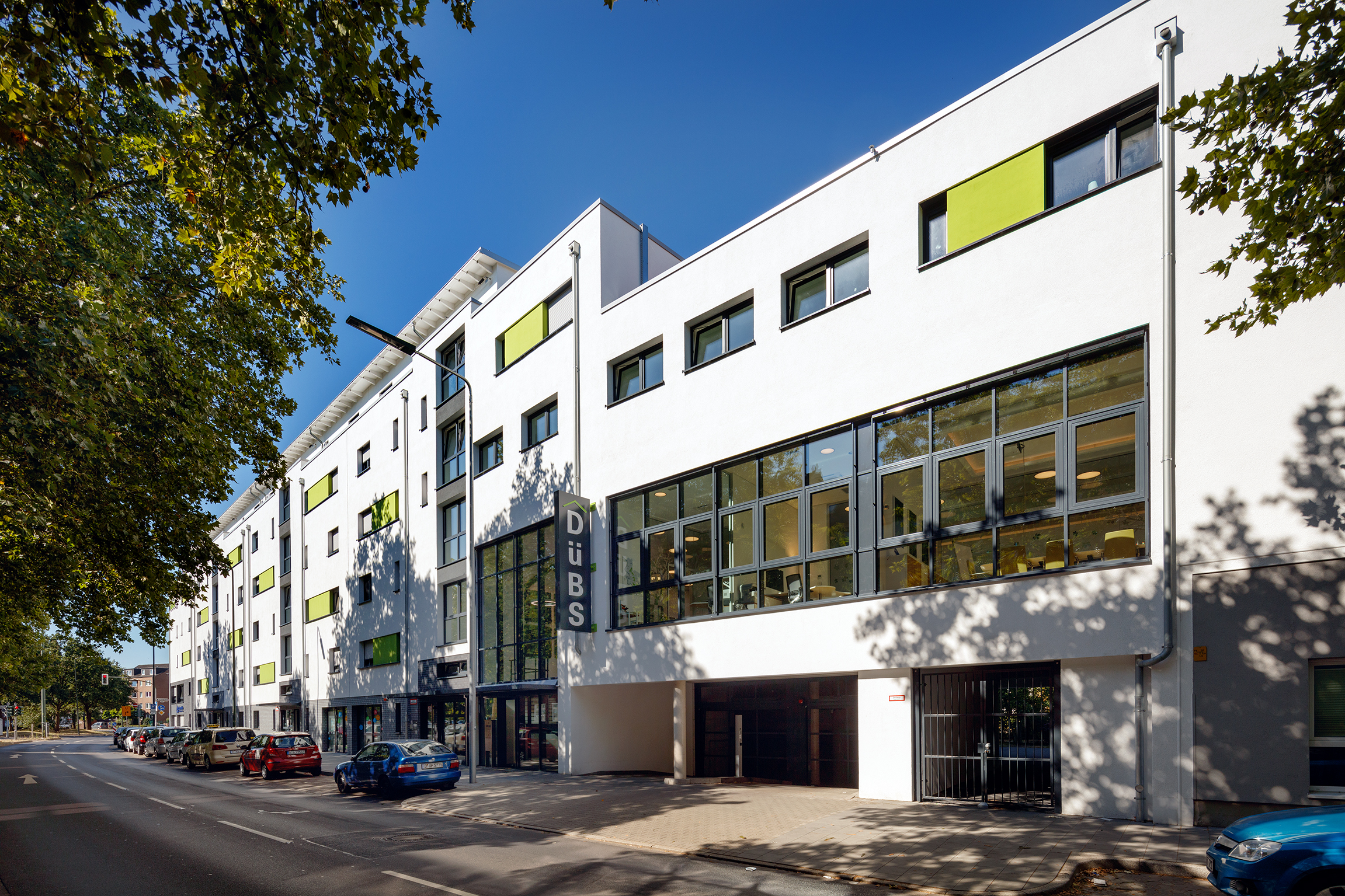
Sitz der Düsseldorfer Bau- und Spargenossenschaft

Die Düsseldorfer Bau- und Spargenossenschaft eG (DüBS) ist eine eingetragene Genossenschaft mit Sitz in Düsseldorf und ist unter der Nummer 405 im Genossenschaftsregister Düsseldorf eingetragen.

## Geschichte
Die Düsseldorfer Bau- und Spargenossenschaft eG hat ihren Ursprung nach dem Zweiten Weltkrieg. Aufgrund der hohen Wohnungsnot ergriff der damalige Stadtverordnete Georg Richter die Initiative der genossenschaftlichen Selbsthilfe. Am 13. Juli 1946 gründeten Georg Richter und Adolf Schaufler im Saal der KONSUM-Genossenschaft die neue Genossenschaft unter dem Namen „Freies Volk“.
Ziel der Siedlungsgenossenschaft war es, den Wohnungslosen eine billige und gesunde Kleinwohnung zu beschaffen. Da Ressourcen zu dem Zeitpunkt knapp waren, wurden viele Baumaterialien, die aus Trümmern und Schutt entnommen wurden, wiederverwendet. Die Bedingungen für den Beitritt bei der damaligen Siedlungsgenossenschaft bestanden darin, 700 Arbeitsstunden zu leisten und sich mit 400 Reichsmark zu beteiligen. Adolf Schaufler nahm anschließend Kontakt mit den britischen Militärbehörden auf, damit die Pläne der Genossenschaft genehmigt werden. Aus der Verhandlung resultierte die Auflage, dass Häuser ohne Keller und Bad errichtet werden mussten. Ein ausreichend großes Grundstück und ein Stall für die Haltung von Vieh musste jedoch vorhanden sein, um den Bewohnern die Möglichkeit der Selbstversorgung weitgehend zu gewährleisten.
Am 25. April 1947 wurden 20 Häuser des ersten Bauabschnittes unter den Anwärtern verlost und 1948 standen die ersten 20 Häuser am Zeisigweg im Norden Düsseldorfs. Rund 20.000 Reichsmark kostete schließlich jedes Haus, die Miete für die etwa 48 Quadratmeter großen Wohnungen betrug im Durchschnitt 35 Reichsmark.
1950 entstanden am Zeisigweg 82 Wohnungen und 26 weitere Am Roten Haus, wo auch das erste Verwaltungsgebäude der Genossenschaft errichtet wurde. In Neu-Lichtenbroich konnten 1951 knapp 400 Umsiedler- und Flüchtlingsfamilien neue Wohnungen beziehen. 1952 entstanden Am Turnisch/Karl-Geusen-Straße insgesamt 245 Wohneinheiten, weitere Liegenschaften im Stadtteil Eller/Lierenfeld folgten.
In den 1960er-Jahren kamen Mehrfamilienhäuser in Flingern und im Quartier Süd hinzu. 1982 entstanden am Volkardeyer Weg und am Matthiaskirchweg in Lichtenbroich neue seniorengerechte Wohnungen. Ein Jahr später wurden die Häuser 32–38 der Rathenower Straße in Hassels errichtet. Im Jahr 1993 wurden die Liegenschaften auf dem Kempgensweg, Am Stufstock und auf dem Kuthsweg gebaut. 1994 wurden die Häuser auf der Posener Straße durch einen Dachaufbau aufgestockt, in der die Verwaltung der DüBS bis 2011 ihren Sitz hatte.
Die Baujahre vieler Liegenschaften datieren aus den Jahren nach Kriegsende. Kontinuierliche Modernisierungen der alten Gebäude sowie Abriss und Neubebauung sind daher neben der reinen Verwaltung zentrale Aufgaben. Der Gründungsname Freies Volk wurde 2004 geändert in Düsseldorfer Bau- und Spargenossenschaft eG (DüBS). 2021 hat die DüBS 2.600 Mitglieder, verwaltet  rund 1800 Wohneinheiten mit ca. 110.000 m² Wohnfläche in Düsseldorf sowie rund 2500 m² Gewerbefläche.

## Verteilung der Liegenschaften

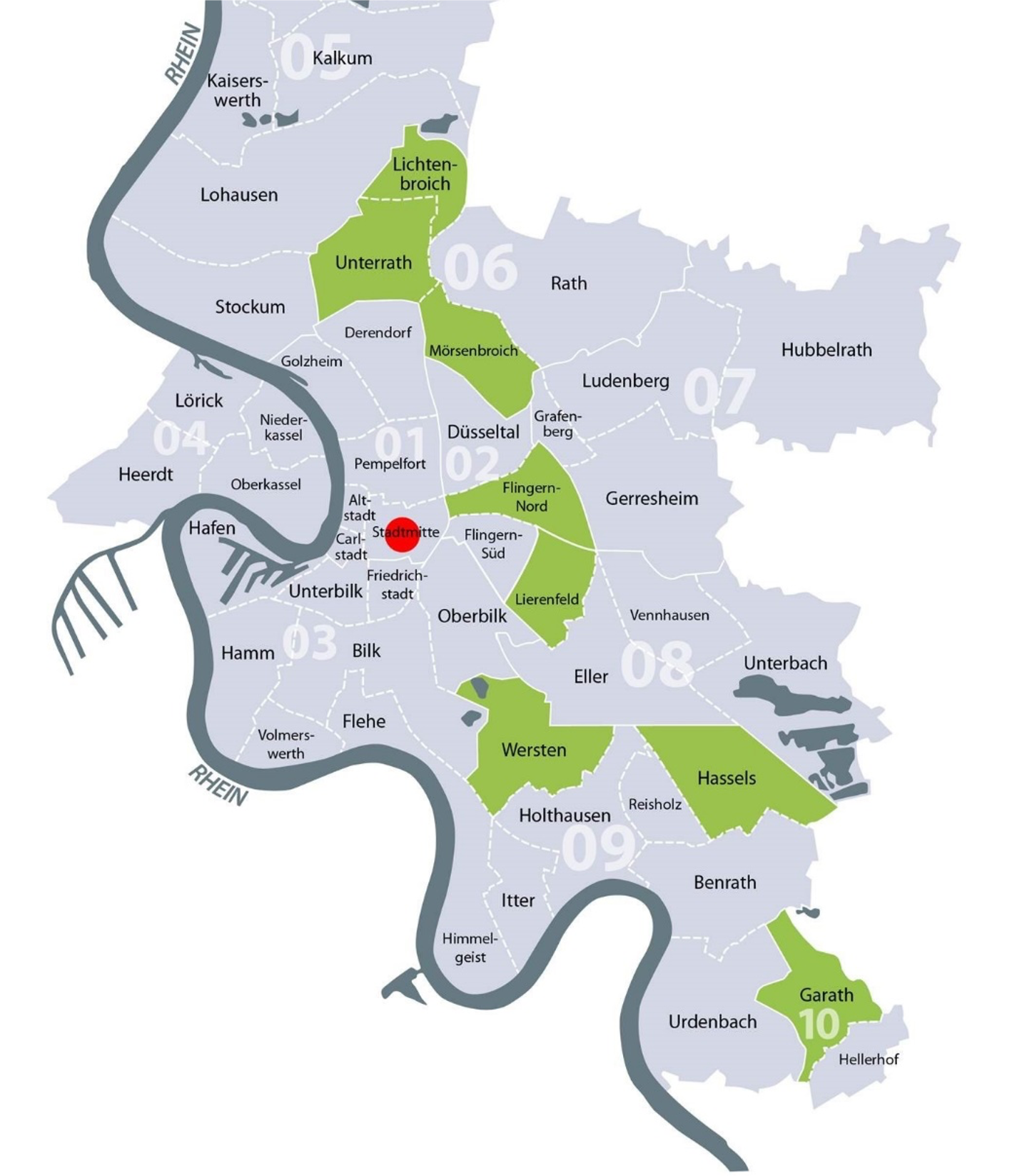
Verteilung der Stadtteile mit Liegenschaften in Düsseldorf

Die Düsseldorfer Bau- und Spargenossenschaft eG verfügt über Liegenschaften in den Stadtteilen Flingern, Lierenfeld, Eller, Lichtenbroich, Unterrath, Garath, Hassels und Wersten.

## Bauprojekte

### Lichtenbroich, Wiesenviertel
Das Quartier Lichtenbroich entstand in den 1950ern im Norden Düsseldorfs und ist mit rund 360 Wohneinheiten eines der größten Viertel der DüBS. Die Situation Anfang des 21. Jahrhunderts: sanierungsbedürftige Häuser, Leerstände und eine stetig wachsende Zahl von Häusern, die von Senioren bewohnt wurden, aber in keiner Weise seniorengerecht sind. Der inhomogene Zustand der Ein- und Mehrfamilienhäuser und die verschiedenen Bedürfnisse angesichts der Mitgliederstruktur der DüBS führten zum Entschluss, eine Hybrid-Lösung zu verwirklichen:
Im Norden Lichtenbroichs wird ein großer Teil der Häuser erhalten, indem umfangreich modernisiert und saniert wird. Wo es möglich ist, wird durch Anbauten und Dachgeschossausbauten zusätzlicher Wohnraum geschaffen. Der Süden des Quartiers jedoch wird mit Geschosswohnungsbauten und Reihenhäusern neu bebaut.
Bis Mitte 2021 entstanden zwölf neue Einfamilien-Reihenhäuser, 18 Einfamilienhäuser wurden umfassend modernisiert, im Bauabschnitt Mohnfeld auf der Krahnenburgstraße wurden sechs Mehrfamilienhäuser einer grundlegenden Erneuerung unterzogen und zehn neue Dachgeschosswohnungen gebaut.
Im Baufeld Sonnenblumenfeld des Wiesenviertels entstehen aktuell (2021) 96 barrierefreie Wohnungen.

### Mohnfeld
Im Mohnfeld (Krahnenburgstraße) wurden die Mehrfamilienhäuser modernisiert, die Außenanlagen erneuert und sechs neue Reihenhäuser angebaut.

### Sonnenblumenfeld
Am Einbrunger Weg werden aktuell (2021/2022) 96 neue Wohneinheiten gebaut. Die Symbolische Grundsteinlegung mit Oberbürgermeister Stephan Keller erfolgte im August 2021; die Fertigstellung ist für 2023 geplant.[veraltet]